# Castelnuovo di Val di Cecina

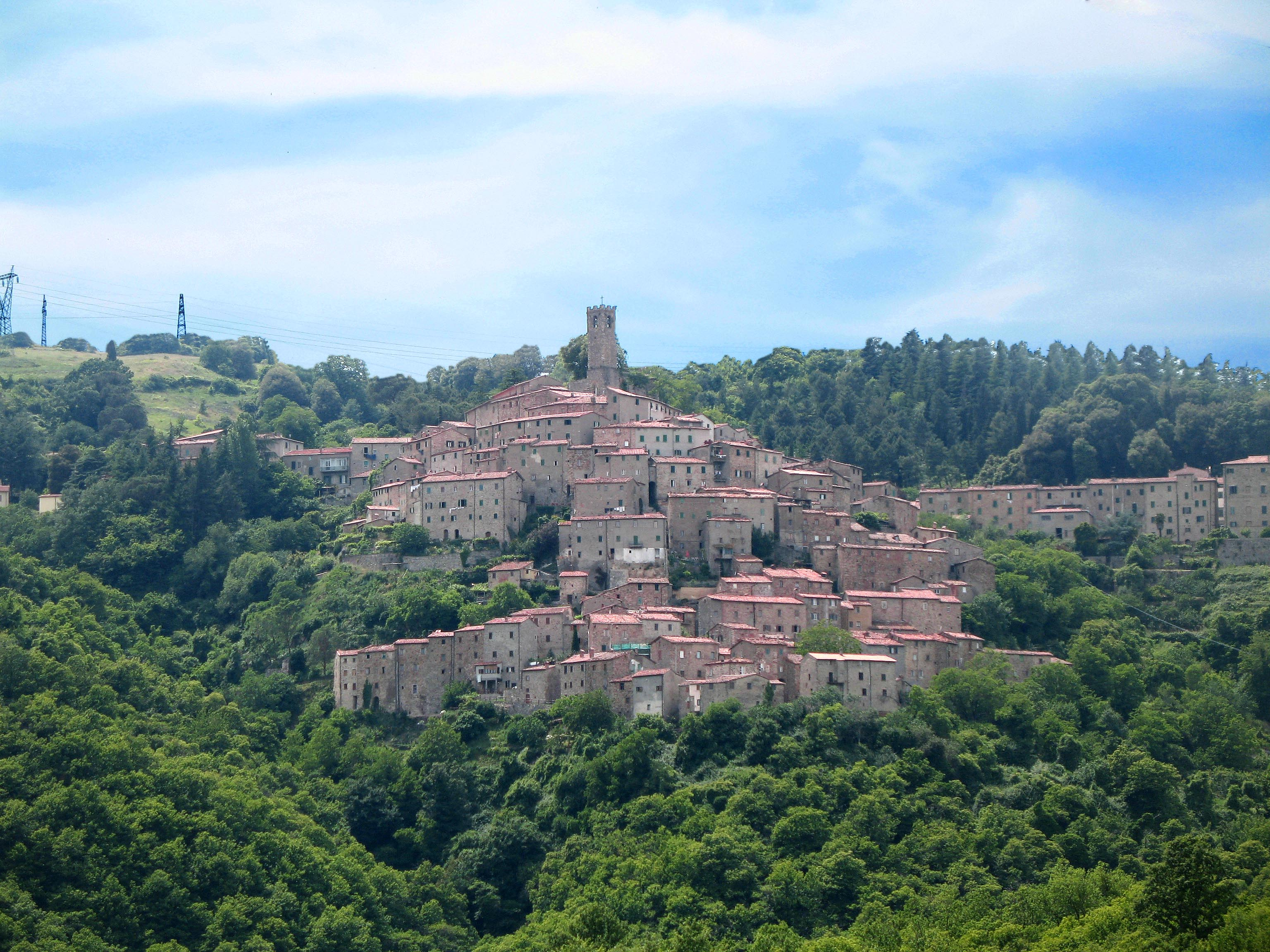
Castelnuovo di val di Cecina

Castelnuovo di Val di Cecina là một đô thị ở tỉnh Pisa trong vùng Toscana thuộc Ý, có cự ly khoảng 70 km về phía tây nam của Florence và khoảng 70 km về phía đông nam của Pisa. Tại thời điểm ngày 31 tháng 12 năm 2004, đô thị này có dân số 2.460 người và diện tích là 88,7 km².
Castelnuovo di Val di Cecina giáp các đô thị: Casole d'Elsa, Monterotondo Marittimo, Montieri, Pomarance, Radicondoli, Volterra.